# جامعه فدرالیست

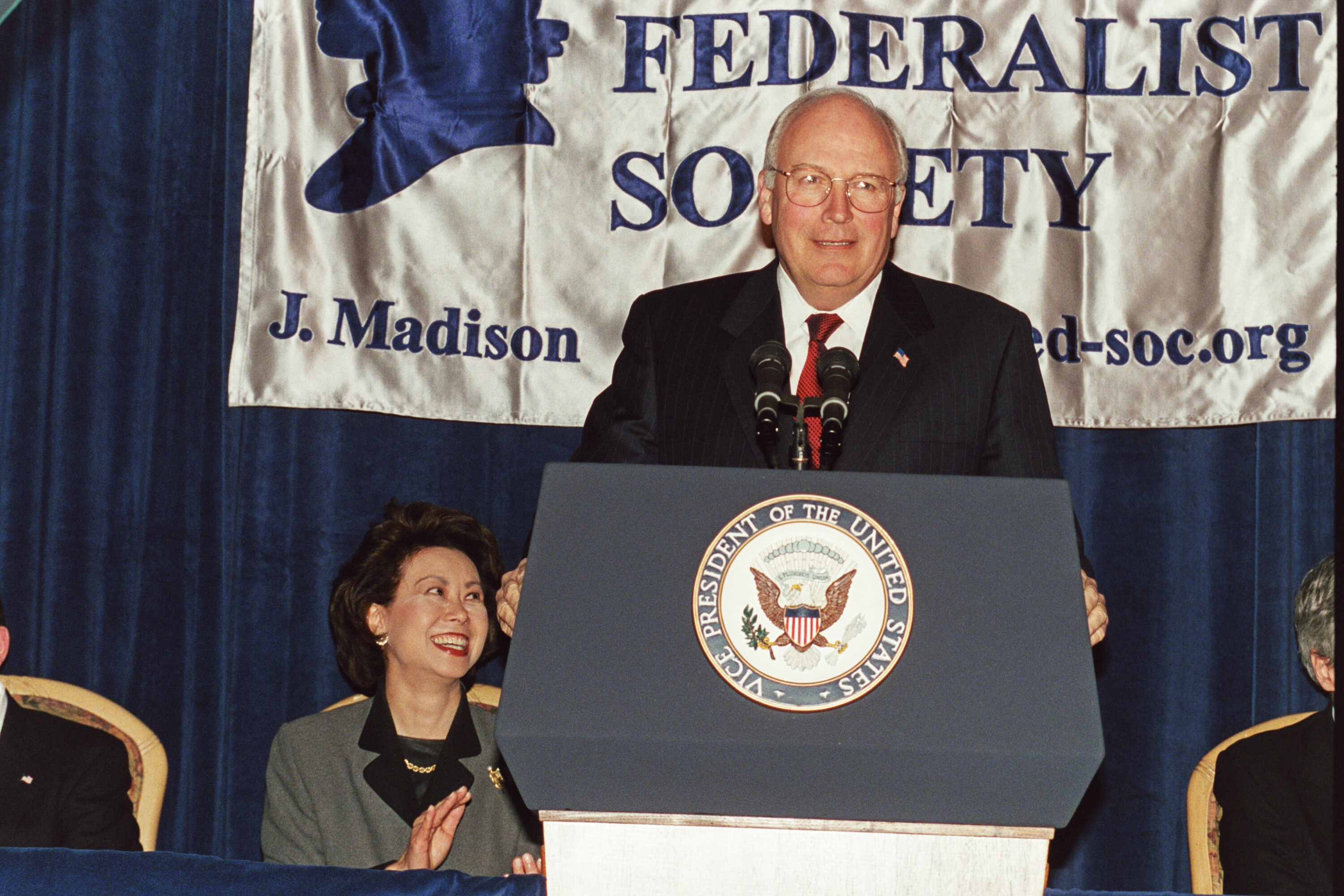
کنوانسیون جامعه فدرالیست 15 نوامبر 2001

جامعه فدرالیست (به انگلیسی: Federalist Society) سازمانی متشکل از محافظه‌کاران و لیبرترین‌هاست که مدافع تفسیر نظام حقوقی آمریکا منطبق بر متن‌گرا و اصل‌گرا از قانون اساسی آمریکا است. این جامعه که در سال ۱۹۸۲ بنیانگذاری شده، یکی از اثرگذارترین سازمانهای حقوقی این کشور است.